# راي تشانغ
راي تشانغ (بالإنجليزية: Ray Chang)‏ هو لاعب كرة قاعدة أمريكي، ولد في 24 أغسطس 1983 في كانساس سيتي في الولايات المتحدة.

## وصلات خارجية
- راي تشانغ على موقع دوري كرة القاعدة الرئيسي (الإنجليزية)
- راي تشانغ على موقعبيزبول رفرنس.كوم (الدوري الثانوي) (الإنجليزية)
- راي تشانغ على موقع مشجعي الرسوم البيانية (الإنجليزية)